# Nick Waterhouse

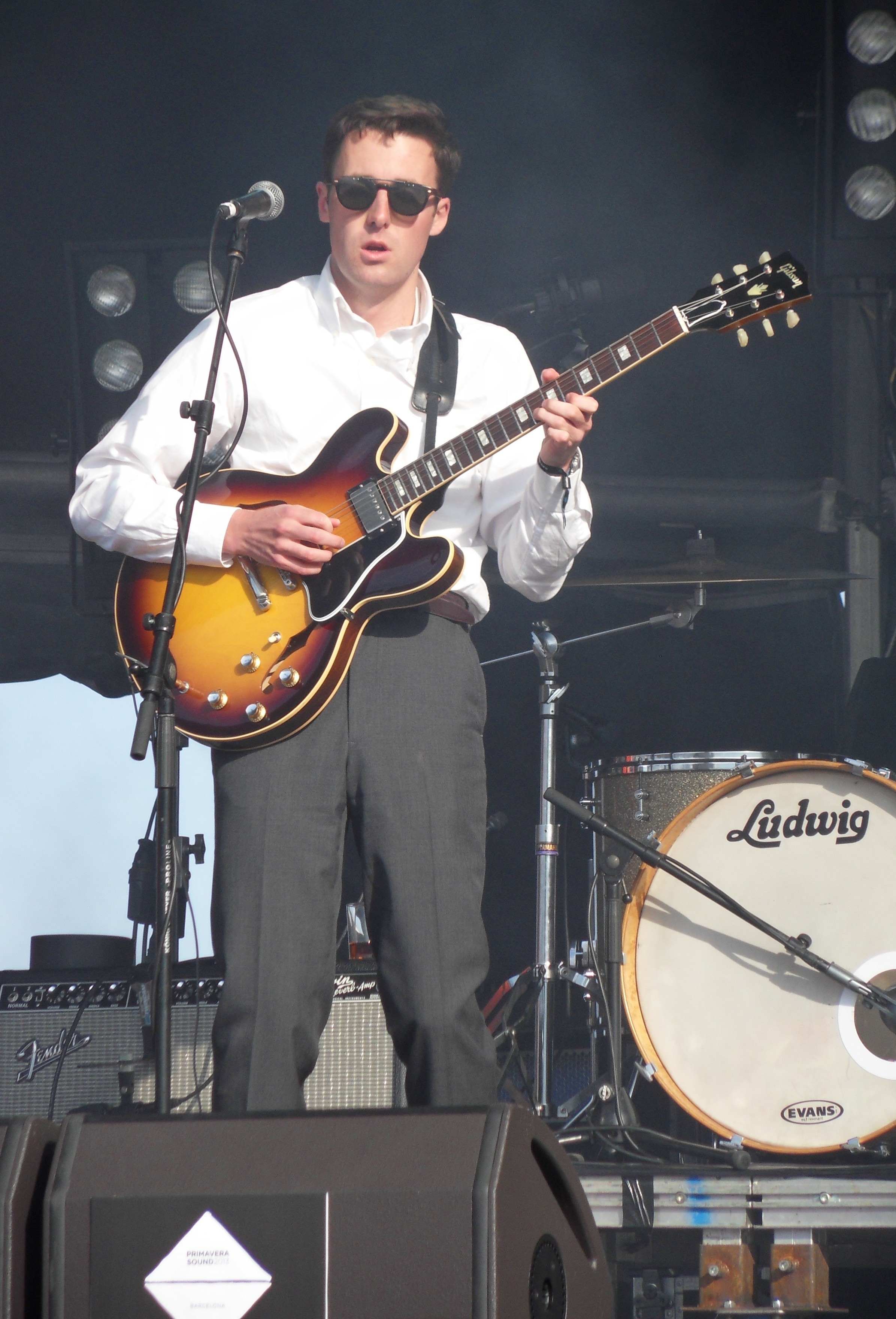
Nick Waterhouse no festival Primavera Sound 2013 em Barcelona.

Nick Waterhouse (Santa Ana, 8 de Fevereiro de 1986) é um músico, compositor, produtor musical e DJ norte-americano. O seu estilo de música refere aos gêneros blues, jazz e soul.